# Paulius Grybauskas
Paulius Grybauskas, né le 2 juin 1984 à Vilnius en Lituanie, est un footballeur international lituanien au poste de gardien de but. 
Il compte 6 sélections en équipe nationale entre 2006 et 2010. Il joue actuellement pour le club lituanien du FK Trakai.

## Biographie

### Carrière de joueur
Paulius Grybauskas a fait ses débuts avec le Sviesa Vilnius, où il reste une seule saison, où il est doublure de  Vaidas Žutautas mais il dispute aucune rencontre. La saison suivante, il est transféré à l'Ekranas Panevėžys et devient la doublure d'Arvydas Skrupskis. Après trois saisons et 18 matchs sous les couleurs de l'Ekranas.
En janvier 2007, il est transféré à l'Oțelul Galați en Liga I et devient la doublure de Stoyan Kolev. Au cours des deux saisons, il reste sur le banc, ne profitant de temps de jeu que lors de matchs de coupes et quelque matchs de championnat. Il a disputé 14 rencontres.
En juillet 2009, il est transféré au Neftchi Bakou où il devient le numéro 1 mais au cours de la seconde saison, il reste sur le banc et devient la doublure de Rauf Mehdiyev. Il a disputé 33 rencontres.
Le 23 juillet 2011, il s'engage avec le Wigry Suwałki en II Liga (D3). Le 10 octobre, son contrat est résilié d'un commun accord. 
En janvier 2012, il rejoint le Chakhtior Soligorsk, où il reste une seule saison, où il est doublure de Youri Tsigalko mais il dispute aucune rencontre. En janvier 2013, il est transféré au Skonto Riga où il a disputé 26 rencontres.
Huit ans après avoir quitté l'A Lyga, Paulius retrouve le championnat lituanien. Le 27 février 2014, il s'engage avec le promu de 1 Lyga, le FK Trakai.

### Équipe nationale
Paulius Grybauskas est convoqué pour la première fois par le sélectionneur national Algimantas Liubinskas pour un match amical face à Malte le 15 novembre 2006 (victoire 4-1). Il reçoit sa dernière sélection, face à l'Estonie à Kaunas, le 20 juin 2010 (victoire 2-0). 
Il compte 6 sélections avec l'équipe de Lituanie entre 2006 et 2010.

## Palmarès
- Avec l'Ekranas Panevėžys : 
  - Champion de Lituanie en 2005

- Avec le Neftchi Bakou : 
  - Champion d'Azerbaïdjan en 2011

## Statistiques

### Statistiques en club
| Saison                | Club                  | Championnat           | Championnat | Championnat | Coupe(s) nationale(s) | Coupe(s) nationale(s) | Compétition(s) continentale(s) | Compétition(s) continentale(s) | Compétition(s) continentale(s) | Lituanie | Lituanie | Total | Total |
| Saison                | Club                  | Division              | M.          | B.          | M.                    | B.                    | Comp.                          | M.                             | B.                             | M.       | B.       | M.    | B.    |
| 2003                  | Sviesa Vilnius        | A Lyga                | -           | -           | -                     | -                     | -                              | -                              | -                              | -        | -        | 0     | 0     |
| 2004                  | Ekranas Panevėžys     | A Lyga                | 6           | 0           | 2                     | 0                     | -                              | -                              | -                              | -        | -        | 8     | 0     |
| 2005                  | Ekranas Panevėžys     | A Lyga                | 8           | 0           | -                     | -                     | -                              | -                              | -                              | -        | -        | 8     | 0     |
| 2006                  | Ekranas Panevėžys     | A Lyga                | 4           | 0           | 3                     | 0                     | -                              | -                              | -                              | 1        | 0        | 8     | 0     |
| 2006 - 2007           | Oțelul Galați         | Liga I                | 1           | 0           | -                     | -                     | -                              | -                              | -                              | 2        | 0        | 3     | 0     |
| 2007 - 2008           | Oțelul Galați         | Liga I                | 10          | 0           | -                     | -                     | CI+C3                          | 4+1                            | 0                              | 1        | 0        | 16    | 0     |
| 2008 - 2009           | Oțelul Galați         | Liga I                | 3           | 0           | 1                     | 0                     | -                              | -                              | -                              | 1        | 0        | 5     | 0     |
| 2009 - 2010           | Neftchi Bakou         | Premyer Liqası        | 22          | 0           | -                     | -                     | -                              | -                              | -                              | 1        | 0        | 23    | 0     |
| 2010 - 2011           | Neftchi Bakou         | Premyer Liqası        | 11          | 0           | -                     | -                     | -                              | -                              | -                              | -        | -        | 11    | 0     |
| 2011 - 2012           | Wigry Suwałki         | II Liga               | 6           | 0           | -                     | -                     | -                              | -                              | -                              | -        | -        | 6     | 0     |
| 2012                  | Chakhtior Soligorsk   | Vysshaya Liga         | -           | -           | -                     | -                     | -                              | -                              | -                              | -        | -        | 0     | 0     |
| 2013                  | Skonto Riga           | Virslīga              | 26          | 0           | 1                     | 0                     | C3                             | 4                              | 0                              | -        | -        | 31    | 0     |
| 2014                  | FK Trakai             | A Lyga                | 9           | 0           | 1                     | 0                     | -                              | -                              | -                              | -        | -        | 10    | 0     |
| Total sur la carrière | Total sur la carrière | Total sur la carrière | 106         | 0           | 8                     | 0                     | -                              | 9                              | 0                              | 6        | 0        | 129   | 0     |